# Böhmische und Preußische Baude
Die Böhmische Baude und die Preußische Baude waren Bergbauden auf dem Gipfel der Schneekoppe.

## Lage
Die Böhmische Baude, die zuletzt den Namen Česká Boudá trug, lag auf dem Schneekoppengipfel, direkt an der Grenze zu Polen in Tschechien auf einer Höhe von 1601 Metern über dem Meeresspiegel. Nur wenige Schritte entfernt, auf der schlesischen, heute polnischen Seite, lag die 1862 erbaute Preußische Baude und eine Wetterstation aus dem Jahr 1900. Beide Gebäude bestehen ebenfalls nicht mehr; die St.-Laurentius-Kapelle aus der Barockzeit steht aber noch heute in unmittelbarer Nähe.

## Geschichte

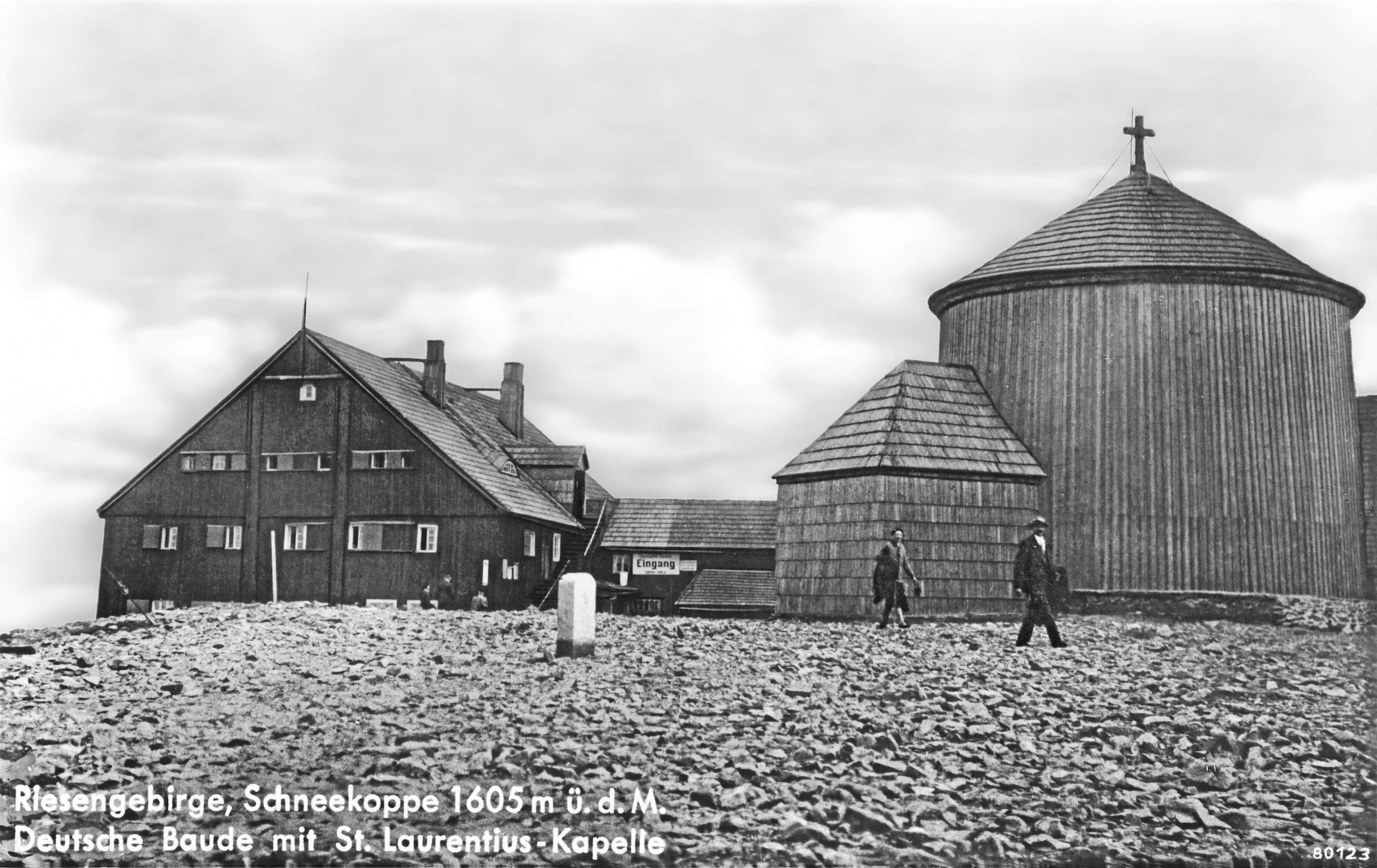
Preußische Baude und St. Laurentiuskapelle

Die Geschichte der beiden Berghotels liegt eng beieinander und ist fast untrennbar mit der jeweils anderen verbunden. Das liegt vor allem daran, dass sie lange Zeit einen gemeinsamen Besitzer hatten.

### 19. Jahrhundert
Die Zeit Friedrich Sommers
1850 hatte Friedrich Sommer aus Bad Warmbrunn die erste Baude auf dem Koppengipfel gegründet. Das einstöckige Gebäude aus Holz mit einem Satteldach kostete den Bauherrn, der bereits die Schneegrubenbaude am Hohen Rad betrieb, 2000 Kronen. Im Jahre 1857 wurde der Holzbau vermutlich durch Brandstiftung zerstört, aber ein Jahr später größer, mit 35 Betten, neu aufgebaut. Leider brannte auch dieser Bau nach einem Blitzschlag im Jahr 1862 erneut aus. Im selben Jahr ließ Sommer an der gleichen Stelle die Preußische Baude errichten. Diese wurde noch größer als ihre beiden Vorgänger, hatte einen großen Speisesaal im Erdgeschoss und verfügte über insgesamt 26 Zimmer mit mehr als 100 Schlafplätzen.
1868, nachdem das Gasthaus seines Vaters, die Blaschkebaude acht Jahre zuvor am Grenzpass abgebrannt war, erbaute Hermann Blaschke eine neue Herberge, die er in Abgrenzung zur benachbarten Preußischen, „Böhmische Baude“ nannte. Diese Baude war deutlich kleiner als die der Konkurrenz auf der anderen Seite der Grenze und bot Platz für etwa 50 Personen.
Bereits nach zwei Jahren verkaufte Blaschke seinen Besitz an der Wirt der Preußischen Baude, gegen den er im Wettbewerb nicht bestehen konnte. Für den erzielten Erlös baute er sein Elternhaus wieder auf.
1872 erreichte Friedrich Sommer, dass in der Baude auf der schlesischen Seite das höchstgelegene Postamt Preußens eröffnet wurde. Dies wurde am 22. Mai 1872 urkundlich belegt. Im Jahr darauf wurde hier die erste Ansichtskarte der Welt abgestempelt.
Beginn der Ära Pohl
1875 kam es wieder zu einem Besitzerwechsel und Friedrich Pohl, der zuvor schon erfolgreicher Hotelier in Adersbach war, übernahm die beiden einfachen Gebirgsbauden, die er in der Folgezeit zu erstklassigen Hotels umwandelte. Das Speise- und Getränkeangebot konnte sich mit dem der führenden Hotels und Restaurants in Berlin und Dresden messen. Dies war möglich, weil der Tourismus einen enormen Aufschwung erlebte und Gäste aus den gehobenen Schichten ins Riesengebirge kamen.
Über drei Generationen, von 1875 bis 1945, lenkte die Familie Pohl die Geschicke der beiden Gipfelbauden. Von Mitte Mai bis Ende September waren beide Hotels geöffnet, der Winterbetrieb wurde jedoch nur von der Böhmischen Baude aufrechterhalten. Über den Koppenwirt war zu lesen: „Pohl ist zwar Untertan und Offizier zweier Kaiser, doch auf der Schneekoppe ist er der Herrscher.“
Am 5. Juli 1880 eröffnete der preußische Staat die höchste, ganzjährig besetzte Wetterwarte nördlich der Donau. Diese war zunächst in der Preußischen Baude untergebracht, bevor sie 1900 in die zuvor mit Baukosten von 45.000 Mark neu erstellte meteorologische Station umziehen konnte.
Die Deutsche Reichspost besaß ja bereits eine Vertretung in der Preußischen Baude, die nach der Reichsgründung auch Deutsche Baude genannt wurde. Am 11. September 1899 wurde dann das Postamt der K. u. k. Österreichischen Post in der Böhmischen Baude feierlich eröffnet. Obwohl die Baude zur Gemarkung der Gemeinde Klein Aupa gehörte, wurde die Poststelle zunächst vom besser zugänglichen Postamt in Petzer verwaltet. Während der Sommersaison kam täglich der „Koppenbriefträger“ herauf, um abends alle Sendungen hinunterzutragen. Angeblich waren es oft mehr als 15 kg Ansichtskarten.
Im Bild links: Die preußische Wetterwarte aus dem Jahr 1900.

### 20. Jahrhundert

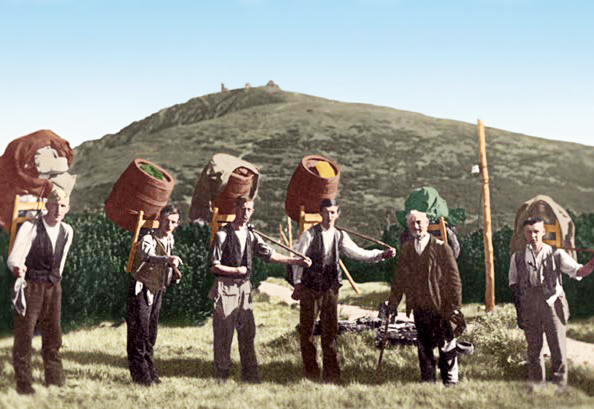
Koppenträger, etwa um 1920

Obwohl die Bauden zusammen über mehr als hundert Betten verfügten, nächtigten hier in der Sommersaison nicht selten auch dreihundert Gäste, vor allem um den Sonnenaufgang mitzuerleben. Dies erforderte eine besondere Planung der Versorgung, die im Wesentlichen von Dienstleuten, den sogenannten Koppenträgern sichergestellt wurde. Diejenigen aus Schlesien schleppten vor allem Heiz- und Baumaterial hinauf, die Träger aus Groß Aupa (Velká Úpa) lieferten während des Sommers sechsmal pro Woche Lebensmittel, Bier und Wein.
Im Jahr 1911 wurde ein Depot auf dem Koppenplan eingerichtet und der Fahrweg über Krummhübel-Brückenberg (heute Karpacz Górny), Schlingelbaude und Hampelbaude bis zum Koppenplan ausgebaut. Der Weg war zwar nach wie vor für Kraftwagen gesperrt, doch von nun an konnten Pferdegespanne die Träger entlasten, die jedoch auch weiterhin auf den letzten Metern den Bedarf der Hotels über den steilen Aufstieg hinauf bringen mussten.
Bau der ersten Wasserleitung
Eine weitere Erleichterung stellte der Bau der Wasserleitung im selben Jahr dar. Sie war auf der böhmischen Seite im Riesengrund mit Kosten von 120.000 Kronen angelegt worden und überwand mithilfe einer durch einen Benzinmotor angetriebenen Pumpe eine Steigung von 450 Metern und befüllte ein Wasserreservoir mit einem Fassungsvermögen von 3200 Litern. Zuvor musste das Wasser, welches vom Goldbrunnen (Goldborn, 1380 m) auf dem Koppenplan entnommen wurde, in Fässern mühevoll nach oben geschafft werden. Auch zur Sicherung gegen Blitzschlag stellte die Leitung eine Verbesserung dar, da sie als Erdung der Blitzableiter genutzt werden konnte. Bis dahin war die Erdung über ein starkes Kupferkabel eingerichtet, das zu einer über 200 Meter tiefer liegenden Quelle am Rand des Melzergrunds führte.
Ebenfalls 1911 erhielten die Koppenhäuser neben dem Morseapparat, der in der Preußischen Baude untergebracht war, dort auch einen Fernsprechanschluss, der wegen der erhöhten Blitzgefahr besonders gesichert wurde.
Die frei liegenden Drahtleitungen auf die Koppe mussten ständig gewartet werden, da sie jedem Wetter ausgesetzt waren; am sichersten lagen sie im tiefen Schnee geborgen während des Winters. In den Jahren 1923/24 wurden dann Erdkabel verlegt.
Erster Weltkrieg
Der Erste Weltkrieg wirkte sich sehr nachteilig auf den Tourismus im Riesengebirge aus. Das lag nicht so sehr am Gästemangel, vielmehr daran, dass alles Kriegswichtige vom österreichischen Heer zum Einsatz an die Front eingezogen wurde. Dies betraf Personal, Träger und Pferde. Die Unterhaltung der Bauden gestaltete sich daher mit zunehmender Länge des Kriegs immer schwieriger und zwischen 1916 und 1920 hatte man sogar die Preußische Baude schließen müssen.

#### 1918–1945
Neuordnung Europas
Nach Auflösung der Donaumonarchie gehörte die Böhmische Baude nicht mehr zu Österreich, sondern zur neu gegründeten Tschechoslowakei. Der Tourismus erholte sich anschließend nur langsam von der vom Krieg verursachten Krise.
Die Pohls hatten sich schon seit Längerem in Krummhübel niedergelassen und der Übergang von der Monarchie zur Republik in Böhmen schien zunächst mit keinen Schwierigkeiten für den Betrieb der Hotels auf dem Gebiet zweier Staaten verbunden zu sein. Doch nach der Bodenreform von 1927 stellten die tschechoslowakischen Behörden das Recht infrage, Wasser aus dem Riesengrund zu pumpen. Zeitweilig hielt sich zudem das Gerücht von der Beschlagnahmung der Böhmischen Baude. Diese Gefahren konnte Heinrich Pohl dank guter politischer Kontakte noch abwenden. Zwanzig Jahre später sollte das nicht mehr gelingen.
Mit Beginn der Weltwirtschaftskrise begann der Niedergang des Hotelbetriebs. Während der 30er Jahre führten die wachsenden Autonomiebestrebungen der dreieinhalb Millionen Sudetendeutschen zu äußerst angespannten deutsch-tschechoslowakischen Beziehungen, die im Vorfeld des kommenden Krieges vorläufig in der Sudetenkrise gipfelten und schließlich die Zerschlagung der Tschechoslowakei zur Folge hatten. Nach der Annexion wurde das Tschechische Postamt in der Böhmische Baude geschlossen und dies sollte für die nächsten 55 Jahre auch so bleiben.
Zweiter Weltkrieg
Den Zusammenbruch besiegelte der Zweite Weltkrieg. Es war wie schon ein Vierteljahrhundert zuvor: Das Personal wurde eingezogen, es gab nicht genügend Brennstoffe und die Versorgung mit Lebensmitteln wurde ständig schlechter. Daher ließ der Fremdenverkehr nach und 1940 wurde die Deutsche Baude geschlossen. Ab März 1943 führte die Deutsche Reichspost umfangreiche An- und Umbauten durch. Die Bauden wurden elektrifiziert und eine Sende- und Empfangsanlage für drahtlose Telegrafie errichtet, die von der Wehrmacht übernommen wurde. Anfang 1945 wurde die Deutsche Baude im Zusammenhang mit der Schlacht um Breslau vom dortigen Luftgaukommando belegt.

#### 1945–1989
Nach dem 2. Weltkrieg wurde die Böhmische Baude von der Volksverwaltung der ČSSR beschlagnahmt und der Wirtschaftsbetrieb sofort wieder aufgenommen. Dieses Schicksal teilte sie mit den meisten anderen Kammbauden, welche die deutsche Wehrmacht während der Kriegsjahre ganz oder teilweise besetzt hielt. In diesem Zusammenhang stand diese Enteignung also nicht am Beginn des Unrechts, sondern lag auf dem Weg der Fortsetzung desselben. Die Familie Pohl wurde wie auch die übrige deutsche Bevölkerung im Rahmen der Beneš‑Dekrete am 1. Juli 1947 aus ihrer Heimat vertrieben.
Bau der ersten Seilbahn
In den folgenden Aufbaujahren explodierte der Tourismus förmlich und man erwog die technische Erschließung des Schneekoppengipfels. Nach Angaben der Gebrüder Novak, den Volksverwaltern der Böhmischen Baude, plante man damals eine Seilbahnstrecke durch den Löwengrund (Lví důl), letztendlich entschied man sich aber für die Strecke von Pec pod Sněžkou, das frühere Petzer und eine Zwischenstation auf dem Berg Růžová hora (deutsch Rosenberg) hinauf zur Schneekoppe, die jetzt Sněžka hieß.
Der Bau der Seilbahn begann 1946 und wurde 1949 für die gesamte Länge fertiggestellt. Der obere Teil der Bahn bereitete wegen der ungünstigen Witterungseinflüsse immer wieder Schwierigkeiten, im Winter 1962/63 wurde der Betrieb wegen Vereisungen unterbrochen, 1968 stürzte die Bahn sogar ein.
1957 wurde die Deutsche Baude – nun aber unter dem Namen Pruská bouda alias Polnische Baude – abgerissen, nachdem man sie zuvor – aus vielleicht nationalistischen Beweggründen – hatte verfallen lassen. Heute befindet sich an ihrer Stelle das Aussichtsplateau. Der Böhmischen Baude, die jetzt den Namen Ceska Bouda trug, war leider ein ähnliches Schicksal bestimmt.
Bau der Polnischen Baude
Es sollte noch sieben Jahre dauern, bevor 1964 mit den Bauarbeiten des polnischen Observatoriums auf dem Platz der ehemaligen Preußischen Baude begonnen wurde. Das 18 Meter hohe Gebäude besteht nach Plänen der Architekten Witold Lipinski und Waldemar Wawrzyniak aus drei übereinander angeordneten flachen Zylindern, die jeweils mit einer sehr flachen Kuppel überdacht sind. Diese „Scheiben“ sind exzentrisch gegeneinander versetzt und über ein gemeinsames turmartiges Treppenhaus miteinander verbunden. Die unterste Gebäudeebene hat einen Durchmesser von 30 Metern, die mittlere Ebene von 20 Metern. Der oberste Gebäudeteil, in dem das meteorologische Observatorium untergebracht ist, schließt das Treppenhaus ab und kommt mit einem rund umlaufenden Balkon auf 13 Meter Durchmesser.
Der Rohbau konnte erst in der zweiten Hälfte des Jahres 1969 abgeschlossen werden. Im Weiteren war es notwendig eine neue Wasserversorgung anzulegen, denn die alte Wasserleitung, die aus dem Riesengrund heraufführt, befand sich ja nun in tschechischen Händen. 1974 konnte das „Schronisko Na Śnieżce“ mit Herbergs- und Restaurantbetrieb eingeweiht werden. Bevor die Wetterbeobachtungen wieder aufgenommen wurden, dauerte noch bis zum 1. Januar 1975.

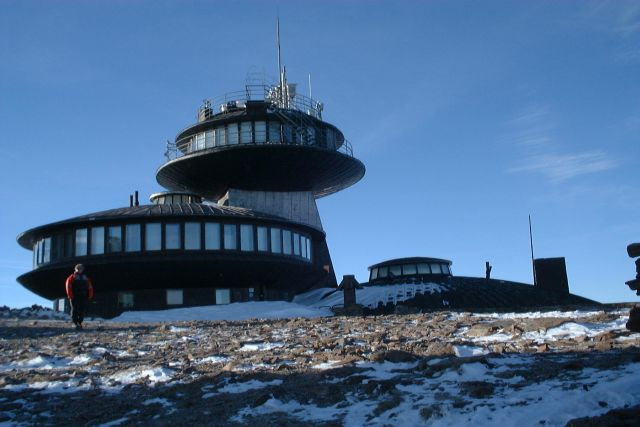
Polnische Baude und Wetterwarte

Der futuristische Bau auf der polnischen Seite erhielt schon bald im Volksmund die Bezeichnung „Fliegende Untertassen“ und erregte den Neid der tschechischen Nachbarn. Schon bald wurden ehrgeizige Prestigeprojekte geplant, die eine neue Seilbahn und den Ersatz für die Böhmische Baude als neue „Tschechische Baude“ vorsahen. Es war nicht das erste Mal, das die Blüten des unsinnigen und von Nationalismen geprägten Konkurrenzkampfs zwischen Böhmen und Schlesien so offen zutage traten.
So machte man sich ernsthaft Gedanken, die „Ceska bouda“ und die Gipfelstation des Lifts unter einer teilweise in den Erdboden eingelassenen Halbkugel zu einem einzigen Objekt zusammenzufassen. In einer Hinsicht waren sich die „sozialistischen Bruderstaaten“ wenigstens einig, nämlich der Auslöschung der deutschsprachigen Vergangenheit.
Viele unterschiedliche Interessen, hier Investoren und parteipolitische Kräfte, und da die von Naturschützern unterstützte Verwaltung des KRNAP, prallten im Verlauf des jahrzehntelangen Hin und Hers der Planungen aufeinander und haben letztendlich bis in die jüngste Vergangenheit zu keinem abschließendem Ergebnis geführt. Und so wurden ab den 1970er Jahren die dringend notwendigen Renovierungsarbeiten an der Böhmischen Baude auch nur halbherzig umgesetzt.

#### 1989–2000

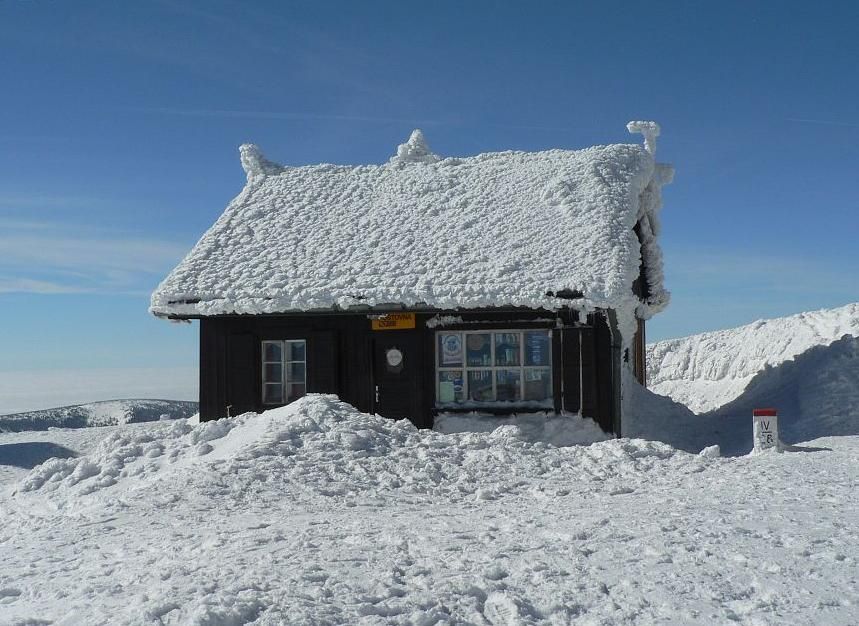
Kiosk der tschechischen Poststelle

1989 wurde schließlich die ehemalige preußische Wetterwarte aus der Jahrhundertwende abgerissen. Und im Jahr 1990 war auch für die ehemalige Böhmische Baude alles zu spät. Sie wurde wegen der nicht länger haltbar gewordenen hygienischen Zustände geschlossen; die Holzkonstruktion war vom Holzschwamm befallen und die Decke über der Veranda eingebrochen. Daher musste für die tschechische Poststelle ein neuer Platz gefunden werden. Auf Initiative der ehemaligen Postmeisterin aus Velká Úpa sollte die alte Posttradition wiederauferstehen und so wurde im früher „Hexenhaus“ genannten Kiosk zwischen Baude und Kapelle am 24. August 1994 das Tschechische Postamt wieder eröffnet.
Ein letzter Versuch, die Tschechische alias Böhmische Baude zu retten und zum Nationaldenkmal zu erklären, scheiterte 1992 (die Stiftung zur Rettung der Böhmischen Baude stellte einen entsprechenden Antrag beim Kulturministerium). Doch die folgenden Bauuntersuchungen unterstrichen nur den miserablen Zustand der Bausubstanz.

### 21. Jahrhundert
Nach vielen weiteren Jahren und gescheiterten Privatisierungsversuchen beauftragte die Stadtverwaltung von Pec pod Sněžkou, die inzwischen Besitzer der mehr als nur maroden Böhmischen Baude geworden war, im Mai 2003 den Abriss.
Im September und Oktober desselben Jahres wurde dann dieser Auftrag in die Tat umgesetzt. Man hatte sich darauf verständigt, das Kellergeschoss der alten Baude stehen zu lassen, und nur den baufälligen Teil darüber abzutragen, dennoch mussten mehrere Hundert Tonnen Material mit der Seilbahn und dem Hubschrauber ins Tal transportiert werden.
Bau der Neuen Tschechischen Poststelle

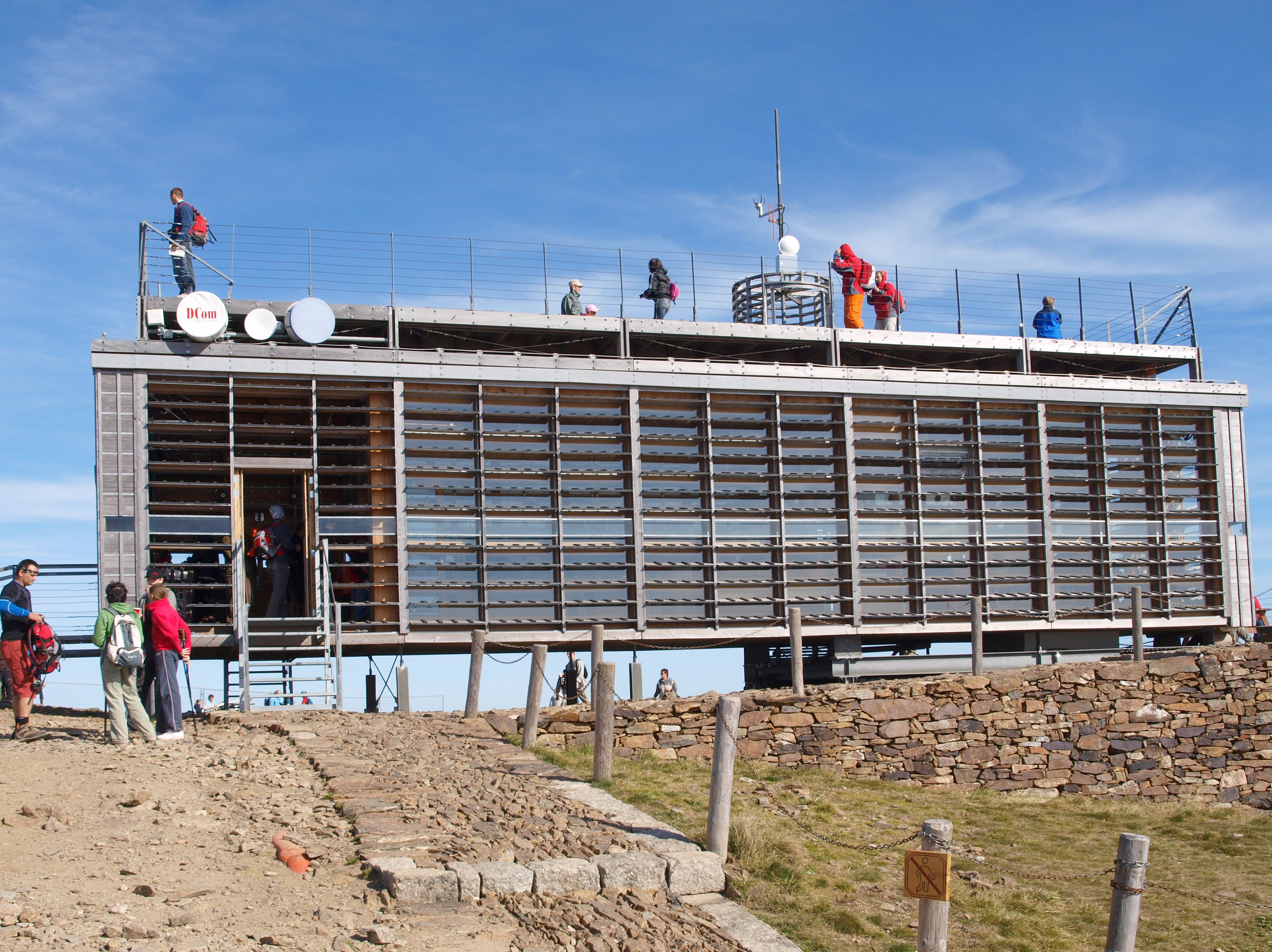
Neue Tschechische Poststelle
(rechts die Mauer des alten Kellergeschosses)

Im August 2008 wurde dann anstelle der alten Baude die Neue Tschechische Poststelle mit einem Flachdach, das als Aussichtsplattform dient auf einem Grundriss von 17 × 4,5 Metern errichtet. Es handelt sich um ein modernes, zweigeschossiges Gebäude aus Holz, Stahl und Glas, das nur auf 12 Stahlfüßen ruht. Die Bauweise ohne eigentliches Fundament besitzt den Vorteil einer außerordentlich leichten Konstruktion, die ohne Beton, Mörtel oder anderer zementhaltiger Bindestoffe, besonders den Aspekten des Naturschutzes Rechnung trägt. Das Besondere am Obergeschoss sind auch die ringsum verglasten Außenwände, die von hydraulisch betätigten Holzfensterläden geschützt sind. Je nach Wetterlage kann mit diesem Jalousiesystems der Charakter des Gebäudes völlig verändert werden. Wenn die Sonne scheint, öffnen sich die Läden und das Haus wird transparent. Bei schlechtem Wetter bleiben die Jalousien „zugezogen“ und lassen den Bau an eine Bergbaude erinnern. Das Untergeschoss ist im früheren Keller der Böhmischen Baude untergebracht und nimmt die Versorgungseinrichtungen auf. Der Bebauungsplan sah auch vor, die provisorische Poststelle im Hexenhaus abzureißen, was ebenfalls im Jahr 2008 durchgeführt wurde.
Eine Beinahe-Katastrophe
Im März 2009 wurde die „Polnische Baude“ durch Witterungseinflüsse stark beschädigt. Im Verlauf von zwei Monaten hatte sich an allen Gebäuden am Gipfel ein meterdicker Eisansatz gebildet. Die „Untertassen“ der polnischen Bergbaude waren wegen ihrer stark zergliederten Architektur besonders stark betroffen. Als am 15. März auch noch ein starker Sturm mit Geschwindigkeiten von bis zu 140 km pro Stunde aufzog, machten die Metallstreben der Konstruktion beängstigende Geräusche, sodass man sich dazu entschloss, die Baude zu evakuieren. In der Nacht zum 16. März konnte der extrem vereiste Balkon vor der meteorologischen Station der Eislast nicht länger standhalten und brach ab. Dabei wurde auch der Boden der Station mitgerissen.
Am folgenden Tag wurden die enormen Schäden deutlich und man musste befürchten, dass der oberste Gebäudeteil auf den darunter liegenden stürzen würde. Nachdem dies ausgeschlossen werden konnte, begannen Fassadenkletterer einer Firma aus Breslau mit dem gerüstlosen Abriss der meteorologischen Station. Bereits im Oktober 2009 konnte das Gebäude im ursprünglichen Zustand wiederhergestellt werden.